# Palcso kolostor
A Palcso kolostor, Pelkor Csode kolostor vagy Sekar Gyance Gyance település legfőbb kolostora a Nyangcsu-folyó völgyében, Tibet, Sigace prefektus, Gyance megye területén. A kolostor területén több létesítmény található, köztük a Cuklakhang kolostor, egy kumbum (emeletes kápolna a tibeti buddhizmusban, úgy tartják, hogy ez a legnagyobb ilyen építmény Tibetben), és a régi erődítmény épülete.

## Története
A Pencsor Csöde kolostor története egészen a 9. századig nyúlik vissza. A kolostor a nevét Langdarma (buddhista ellenes tibeti király) fiáról, Pelkhor-cen-ről kapta, aki a kolostorban élt, és igyekezett megszilárdítani a Jarlung-dinasztiát, miután édesapját meggyilkolták.
Gyance várost a 14-15. században alapították vazallusként, amelynek a tibeti buddhizmus szakja szektája fontos hűbérura volt. Ebben a korban építettek a komplexumhoz az erődöt (dzong), a kumbumot és a Pekor kolostort. Mindhárom építmény építésének pontosan ismert a dátuma. A Cuklakhang kolostort Rabton Kunzang Phak herceg építtette 1418 és 1425 között. A herceg Congkapa egyik fő tanítványa volt, akiben később felismerték az első pancsen láma személyét. A szakja szekta fontos központjává vált a kolostor. A kumbum (vagy Tasigomang) építése 1427-ben kezdődött és tíz év alatt készült el. Ezt követően  a szakján kívül a csalu és a gelug szekta is épített buddhista épületeket (remetelakok és főiskolákat) a komplexum területén. Azonban Gyance település történelmi fontossága legyengült a század végére. A 17. századra összesen 16 különböző főiskolát jegyeztek fel, amely a 19. századra 18-ra nőtt. A többségük csak rövid ideig működött, amelyek kénytelenek voltak bezárni kapuikat. Ma már csak a gelug szekta két iskolája működik a helyszínen.
Rabten Kunzang Phak herceg korszakából maradt fenn továbbá két hatalmas festmény (thangka), amelyeken Sakjamuni Buddha főbb tanítványai körében, illetve Maitréja, Mandzsusrí és egyéb neves buddhista alakok szerepelnek. Ezek a tibeti naptár  4. holdhónapjában tartott Gyance fesztivál alkalmával kerülnek ki a falra. A hagyományt 1418 és 1419 környékén kezdték a kolostor északkeleti részében.
1904-ben a várost és a kolostort megtámadta egy a brit hadsereg, egy bizonyos Francis Younghusband vezetésével. A csata okozta rombolásokat később sikerült helyreállítani, azonban a kolostor falaiban a mai napig találhatók innen származó golyónyomok. A Gyance erőd elfoglalása után egyezmény született a tibeti régens és a britek között, amely alapján létrehoztak egy brit kereskedelmi missziót Gyance városában és a Kajlás-hegynél. 1906-ban a britek egyezményt írtak alá a kínai kormánnyal, amely megerősítette a kínaiak helyzetét a Tibet irányításáért folytatott nemzetközi versengésben. Tibetről gyakorlatilag ezzel végleg lemondtak a britek és az oroszok.
A kolostor 1959-ben jelentős károkat szenvedett el a kínai uralom ellen kirobbant lázadások során, a kulturális forradalom idején pedig a megmaradt épületeket kifosztották, amelyet később nagy mértékben sikerült helyreállítani. A felkelés előtt 1520 szerzetes élt a kolostorban, a számuk jelenleg 80 körül van.

## Építészete
A Pelkhor kolostor építészete ötvözi a han, a tibeti és a nepáli építészetet.
A komplexum építészetileg legkiemelkedőbb alkotása, amely Gyance egyik szimbóluma is egyben, a Bodhi Dagoba (tibeti név: Pelkhor Csöde), amelynek népszerű elnevezése az, hogy „Kumbum”. A 32 méteres, kilenc emeletes építménynek 108 kapuja (a 108 rétegű szerkezetben a 9 rétegű tér elemet szorozták össze a 12 csillagjegy idő elemével), 76 kápolnája és szentélye van. A kilenc emelet első öt emelete négyzet, a többi kör alapú, úgy, hogy az épület közben piramis alakot ölt. Úgy is nevezik, hogy a „Tízezer Buddha pagodák”, ugyanis mintegy tízezer Buddha alakú szobrot temettek az épületbe. A száz darab, egymásra épült kupola szerkezetet úgy nevezik, hogy „torony a tornyon”. A kápolnákon a tibeti művészet remekei láthatók színes és naturalista stílusban, amelyek a tibeti buddhizmus három iskoláját ábrázolják: szakjapa, kadampa és gelugpa. A Tibetben található három kumbum közül ez a leghatalmasabb. A másik két kumbum a Dzsonang kumbum és a Csing rivocse.

### A kumbum

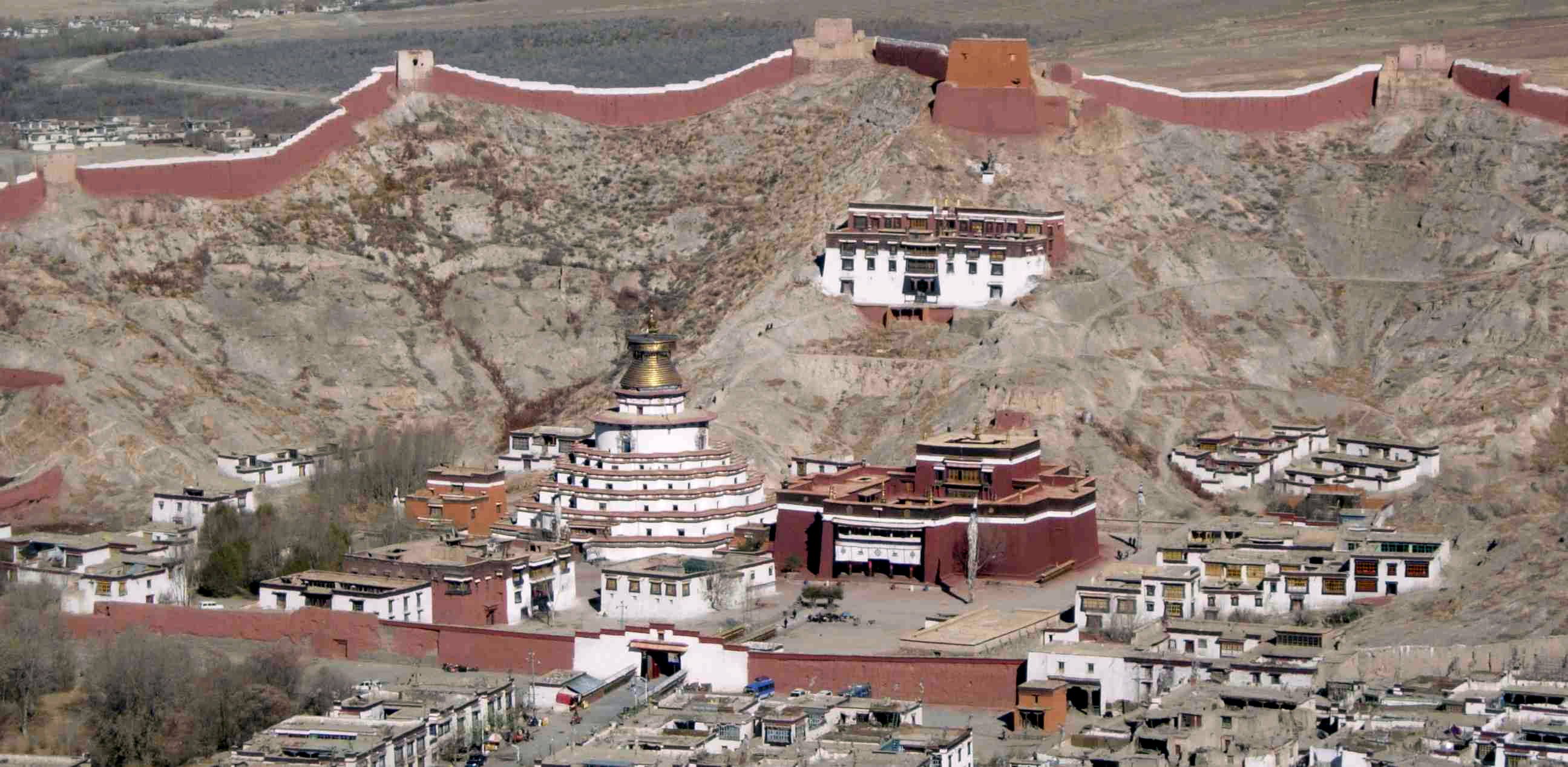
A Palcso kolostor látképe a Gyance erődből. Az arany tetejű fehér épület a kumbum

A kumbum kilenc emeletes, vagy soros. Minden sornak egyedi kápolnái vannak, összesen 76. A rajtuk szereplő ábrázolások háromdimenziós mandalák hierarchiáját követik a szakja iskola hagyományai szerint (tibeti nevén: Drubtob gyaca), amely biztosítja, hogy az építmény magában hordozza a spirituális út fokait és a tantrák rangsorait.
A kumbum első szintjébe épített lépcsősorok visznek a második szintre, amelyek közül a legfőbb a déli oldalon található. A második sorban 20 kápolna kapott helyet, amelyben „krijatantrák” (külső tantrák) képei szerepelnek az óramutató járásával megegyező irányban. A harmadik sor 16 kápolnájában is ezek a tantrák szerepelnek kiegészítve csarja tantrákkal. A negyedik sor húsz kápolnái jógatantra képeket ábrázolnak, míg az ötödik sor kápolnáiban a buddhista hagyományvonal főbb alakjai szerepelnek. A hatodik sorban jógatantra istenségek, a hetedik sor egyetlen kápolnájában tíz, a nyolcadik sorban tizenegy mandala szerepel. A legfelső sor kápolnájában Vadzsradhára buddha ábrázolása van, akit a kálacsakra neves alakjai vesznek körbe.

### A Culaklakang kolostor

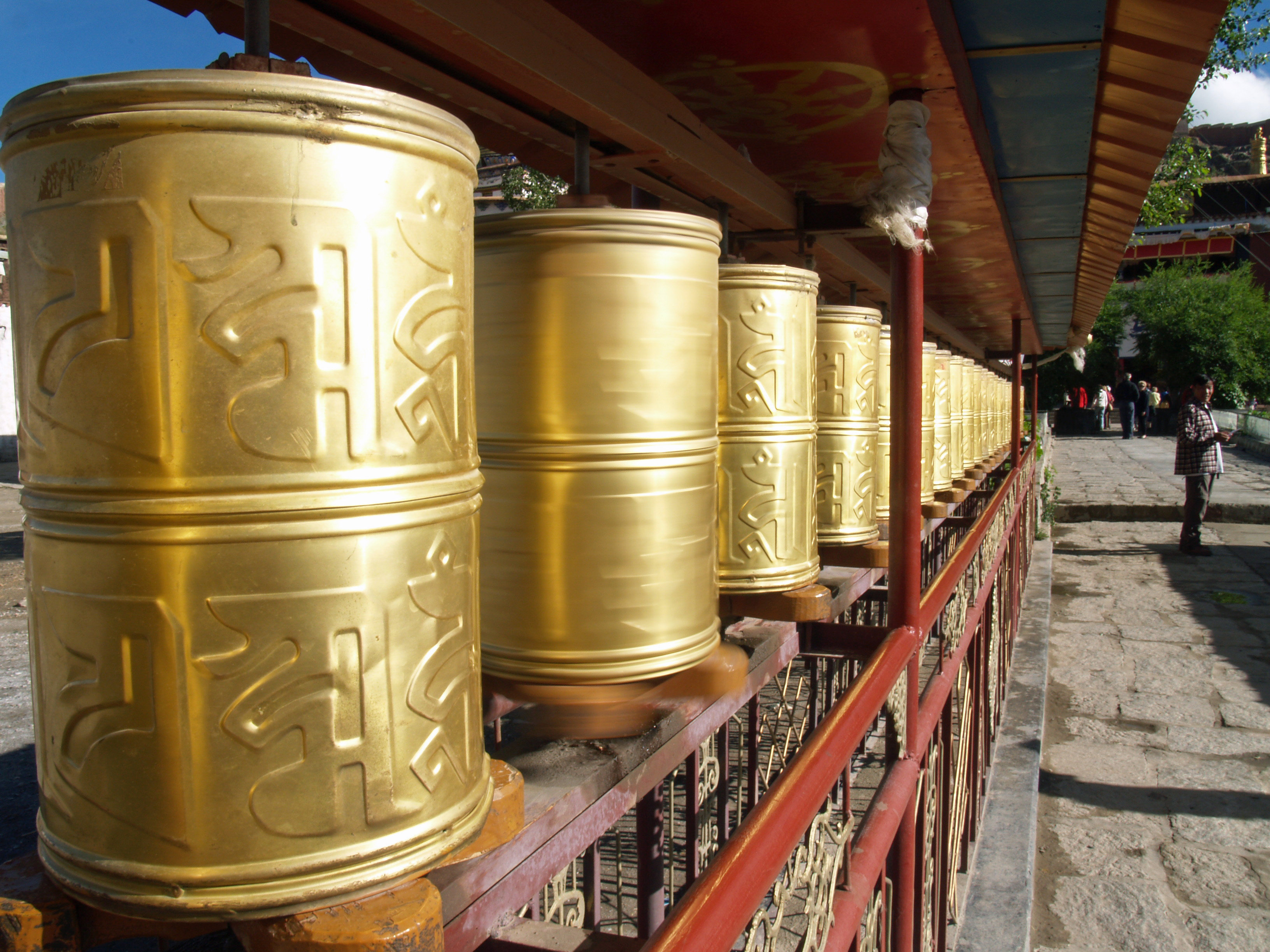
A Palcso kolostor járdáit imakerekek övezik

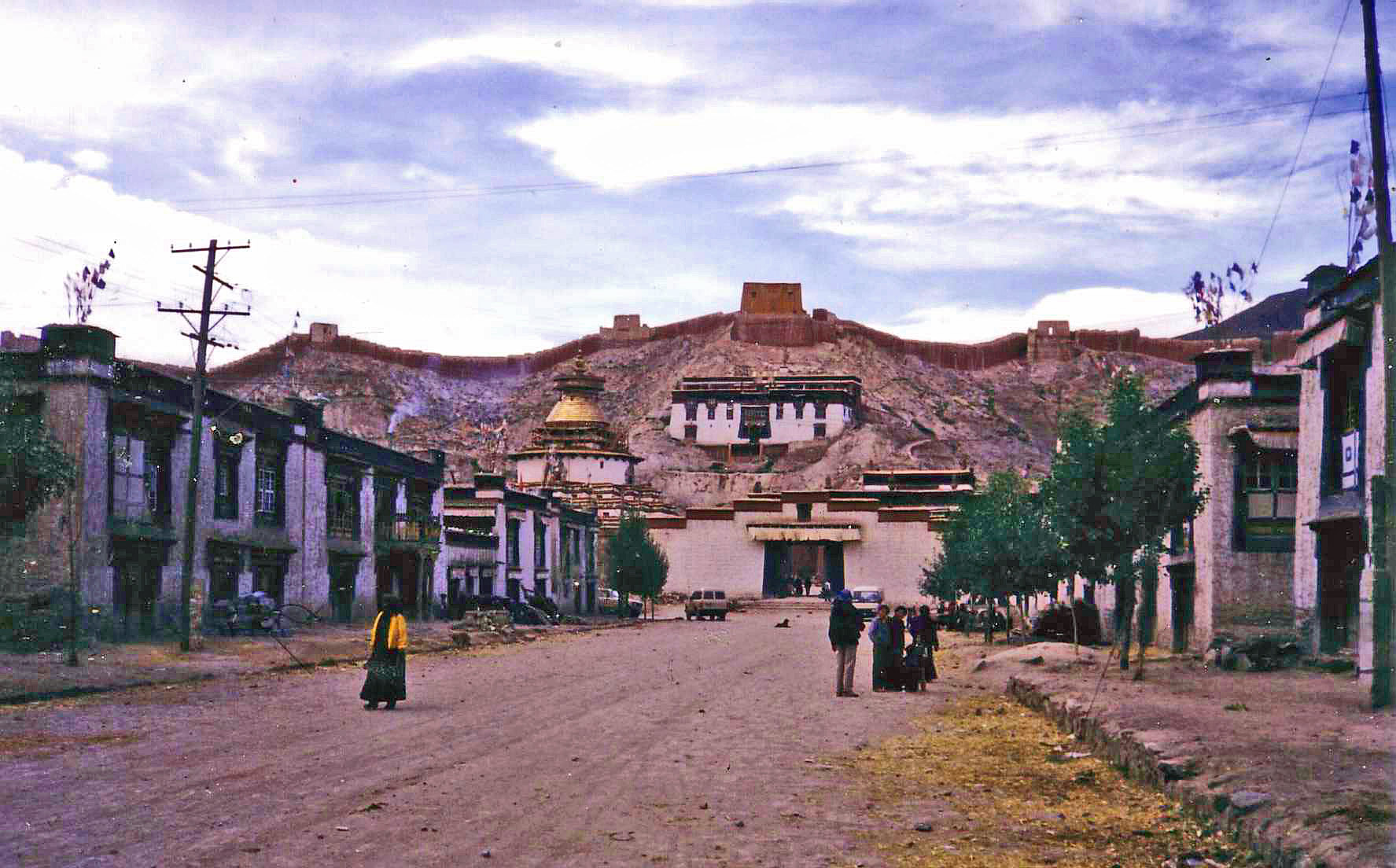
A kumbum balra, a Gyance erőd szemben látható

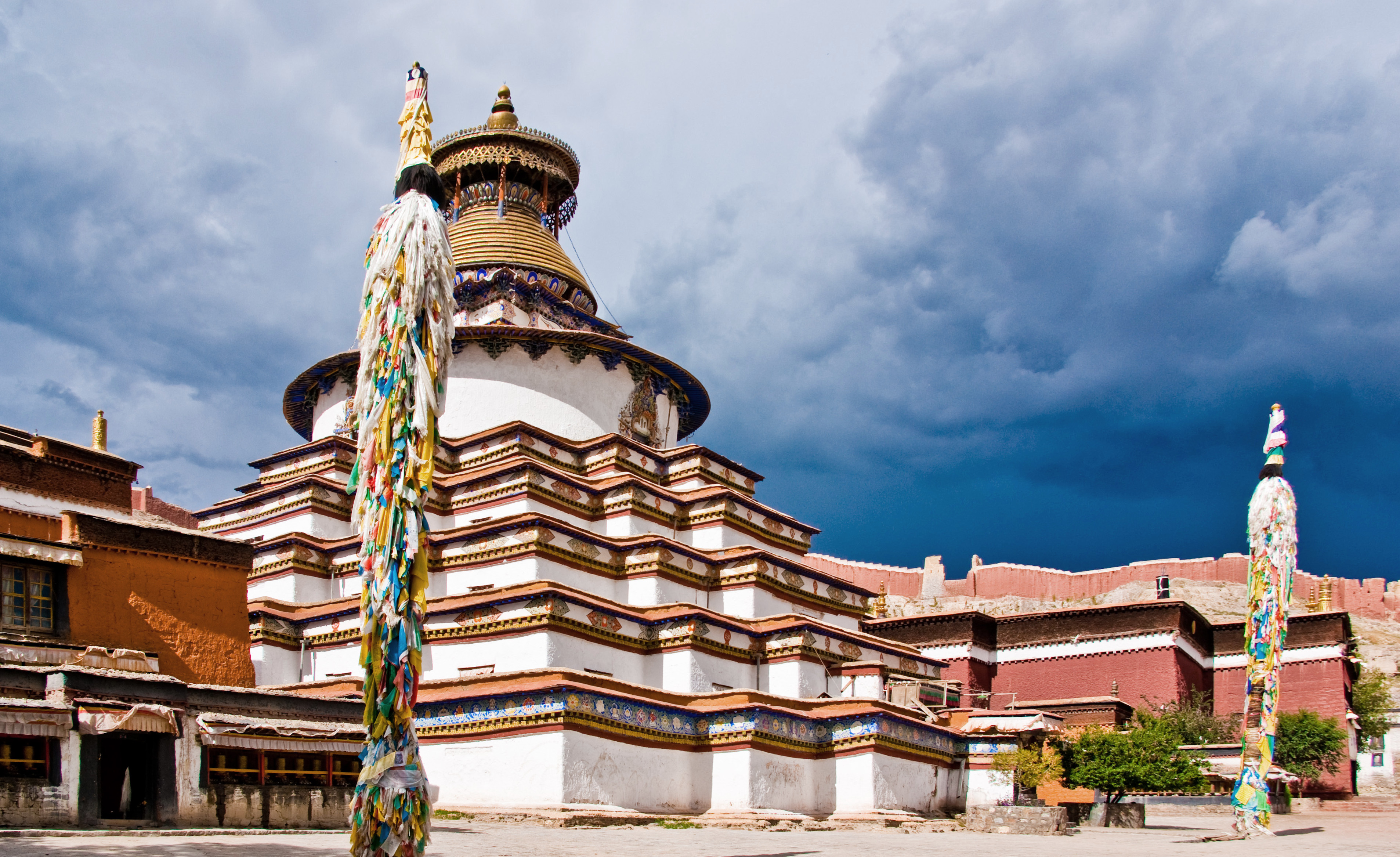
A Gyance kumbum, Tibet egyik szimbóluma

A Culaklakang a komplexum fő temploma, amelynek jó állapotban megőrzött gyülekezőtermét tibetiül úgy nevezik, hogy „Csomcsen”. A háromszintes építményt belülről jó állapotban fennmaradt 15. századi freskók és szobrok díszítik.
A földszint bejáratánál a buddhizmus négy nagy védelmező királyának szobrai állnak. A gyülekezőterem bejáratánál van egy Gonkhang-nek nevezett védelmező szentély. A 48 oszlopos termet számos selyem thangka díszíti, amelyek szakja védelmező lényeket (Pandzsurantha (Gompa Gur), a hatkarú Mahákála, Srí dévi és Ekadzsatí) ábrázolnak. A falakon eredeti 15. századi freskók láthatók. A fő kápolna belső szentélyében a három idő buddhái láthatók, amelyek közül Sakjamuni Buddha a legfőbb alak, ezt a 8 méteres szobrot mintegy 14 000 bronzból öntötték. A másik két alak Mandzsugosa és Maitréja. A belső kápolna falain található festmények a Bhadrakalpika-szútra jeleneteit ábrázolják. A nyugatra található Vadzsradátu kápolnában (Dordzse Jing Lhakhang) Szarvavid Vairócsana agyagszobrát négy meditációs buddha veszi körül. A Kandzsúr 1431-ből való aranyozott kéziratát is kiállították. A királyi kápolna (Csögyel Lakhang) agyag szobra ősi királyokat ábrázolnak, továbbá Atísa, Kamalasíla, Padmaszambhava, Sántaraksita, Mandzsusrí, a tizenegy arcú Avalókitésvara, Vadzsrapáni alakjait is szobrokon örökítették meg. A kápolna közepén található Maitréja hatalmas szobra állítólag később készült. A kápolna déli falába besüllyesztett kamrában található freskó Rabten Kunzang Phak-ot ábrázolja, amely mellett kanonikus szövegek is szerepelnek.
A felső szinten öt kápolna van, amelyben a szakja hagyományvonal szobrai állnak. Ezek közül a legjelentősebbek: Csakraszamvara istenség mandala palotájának három dimenziós modellje, 84 mahásziddha az ősi Indiából, Maitréja kápolna és egy apróbb Tara-szobor. A Congkapa kápolnában találhatók képek Congkapáról, a 7. dalai lámáról, Sakjamuni Buddháról, Butön Rincsendrupról, Szakja Panditáról, Padmaszambhaváról és a Lamdre vonal szakja lámáiról. A Neten Lakhang kápolnában tizenhat bölcset ábrázoltak kínai stílusban, illetve szerepel még itt Mandzsusrí öt megtestesülése és a négy védelmező király.
A felső emeleten van a Csaljekhang kápolna, amelyben 15 darab 8 méter átmérőjű, festett mandala van a falakon. Ezek különböző meditációs istenségeket ábrázolnak: Dzsovo Sakjamuni, Maitréja, Mandzsusrí, Congkapa a tanítványaival, Tara, Amitajusz, Szitátapatrá és Padmaszambhava. Ezen az emeleten találni még festményeket Amitabha Buddháról és különböző dákiníkről is.

### Csacang (lakrész)
A Csacang a szerzeteseknek fenntartott lakórész, ahol minden szektának saját terme van.

### Gyance erőd
Az 1268-ban épült Gyance erőd (azaz Gyance dzong) a Gyance várost környező hegyek rögös oldalába épült. Az épületet Phakpa Pelzangpo herceg (1318–1370) építtette, aki különböző szakja hűbérurak alá tartozott. A herceg meghívására Butan Rinchen Drub buddhista guru költözött be az épületbe és végül ez lett a székhelye is. Később, a 14. században a palotát elköltöztették az erődből Gyance településre, ahol Kunga Phakpa egy épületekből és kolostorokból álló nagyobb komplexumot hozott létre. Ebben az időszakban a hegy tetejére is épült egy új templom, amely a Szampel Rincsenling nevet kapta. Ez azonban ma már romokban áll, és csak egy-két freskó látható, amelyek eredeti nevari és helyi stílusban készültek.

## Fesztivál
A kolostor legnépszerűbb fesztiválját április 15-én tartják. A „szaka dava” fesztivál a buddhizmus alapítójára, Sakjamuni Buddhára emlékezik. Ekkor ünneplik a tathágata születésnapját és egyben halálának napját (parinirvána). Ötszáz láma szokott ilyenkor buddhista szútrákat kántálni, amelyet a helyi világi buddhisták is látogathatnak. A negyedik holdhónap közepén lóversenyt és íjászversenyt is szoktak tartani.

## Galéria

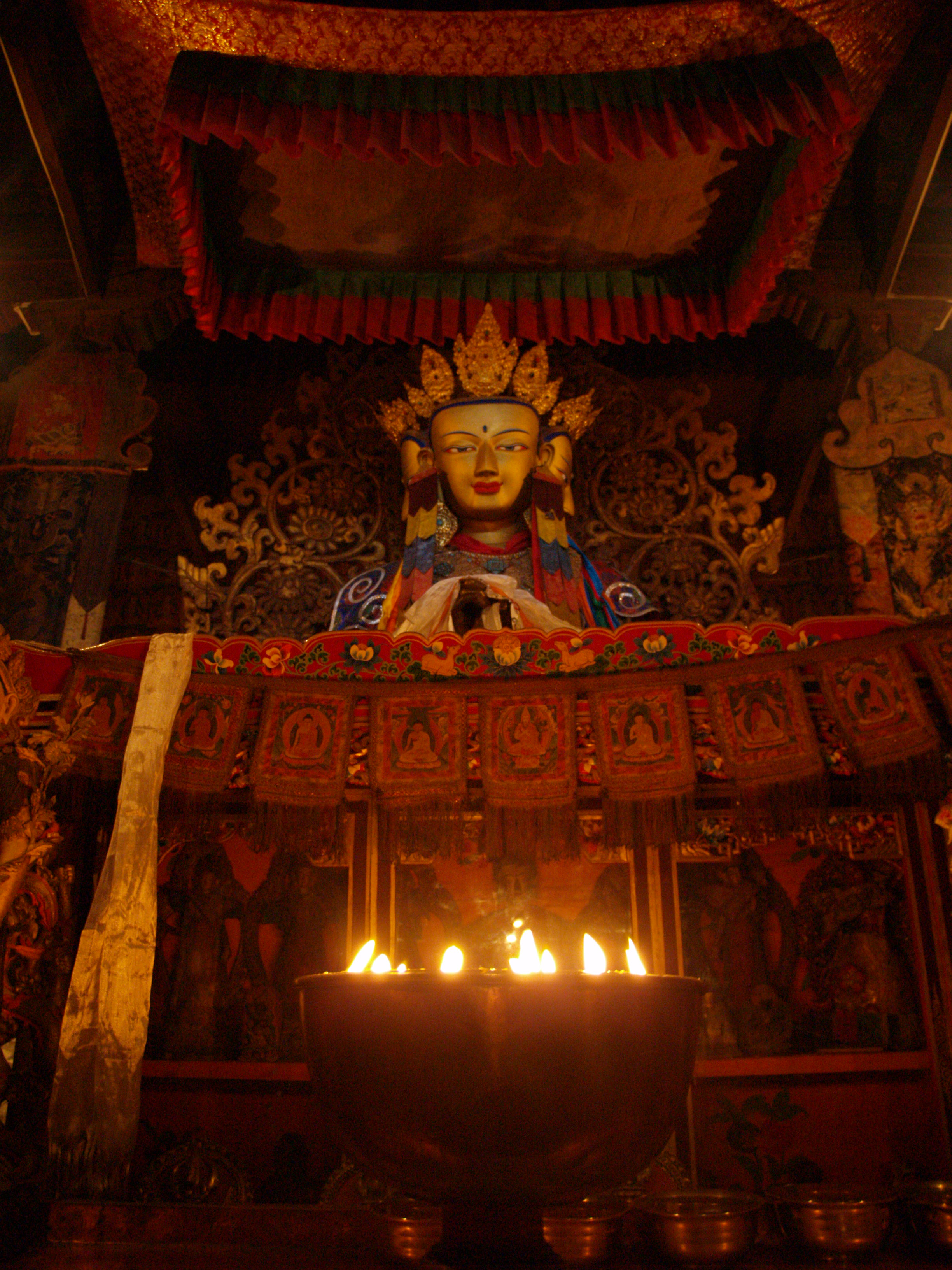
Jakvaj lámpások
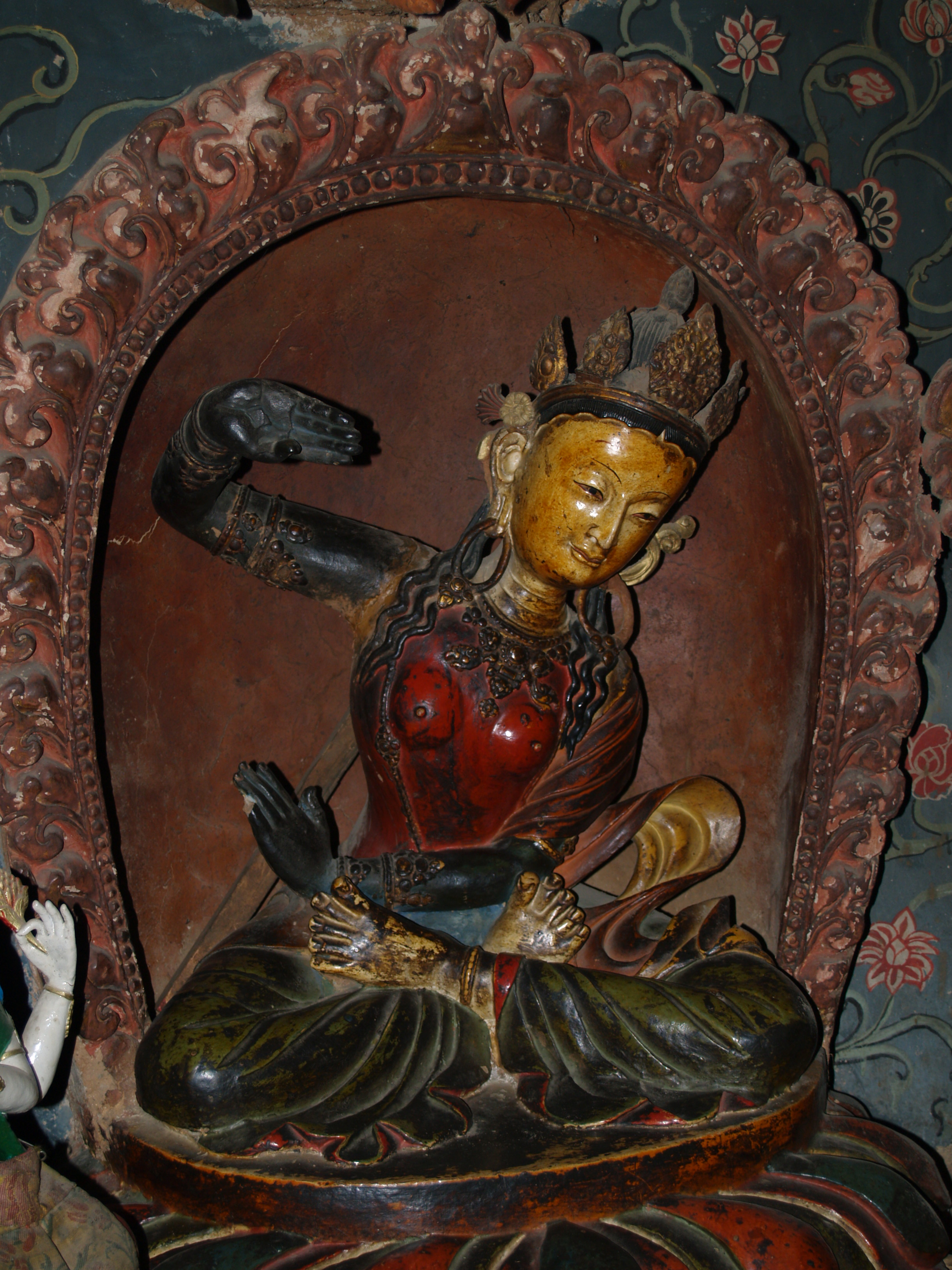
buddhista műalkotások a kolostorban
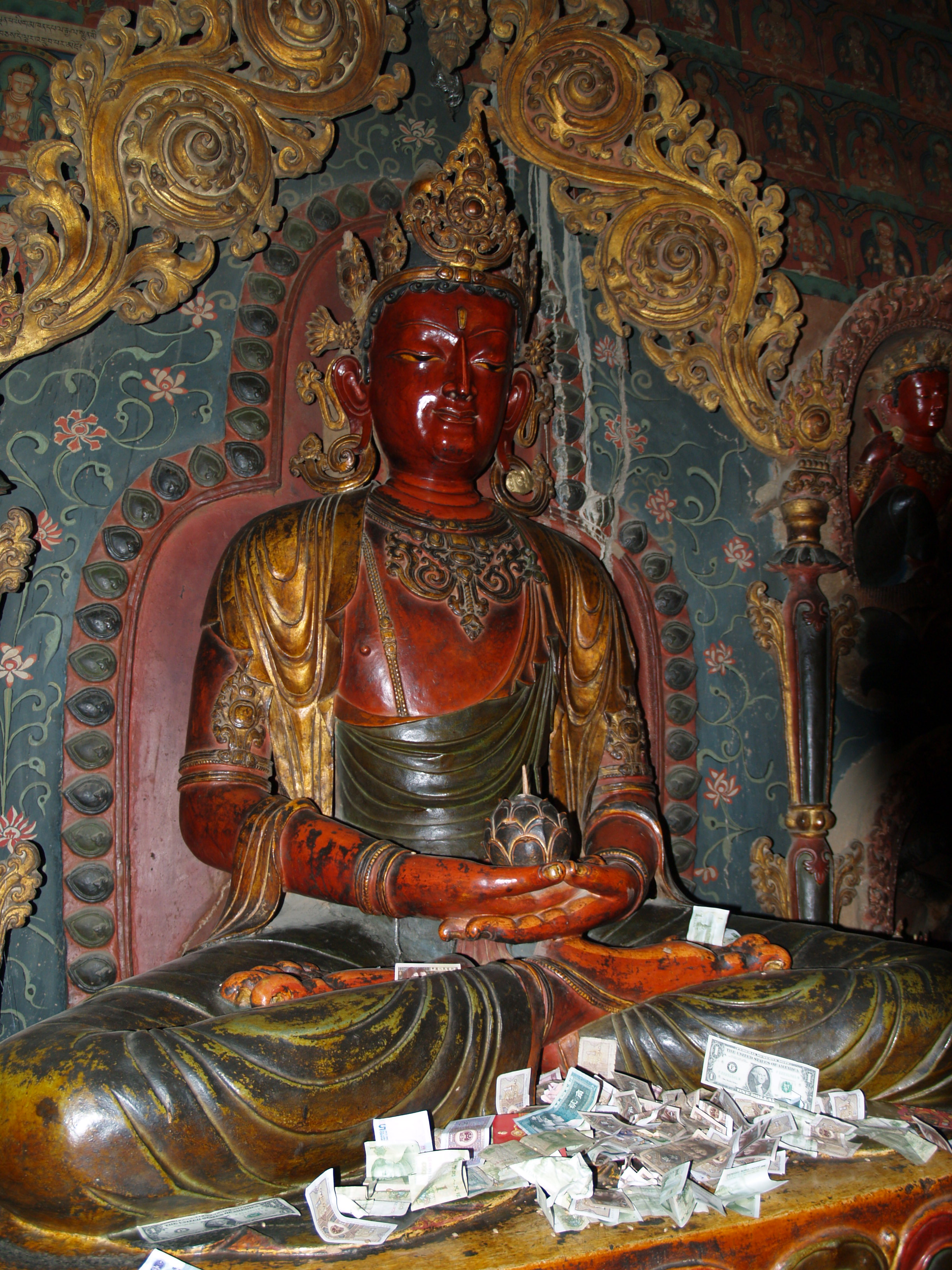
buddhista műalkotások a kolostorban
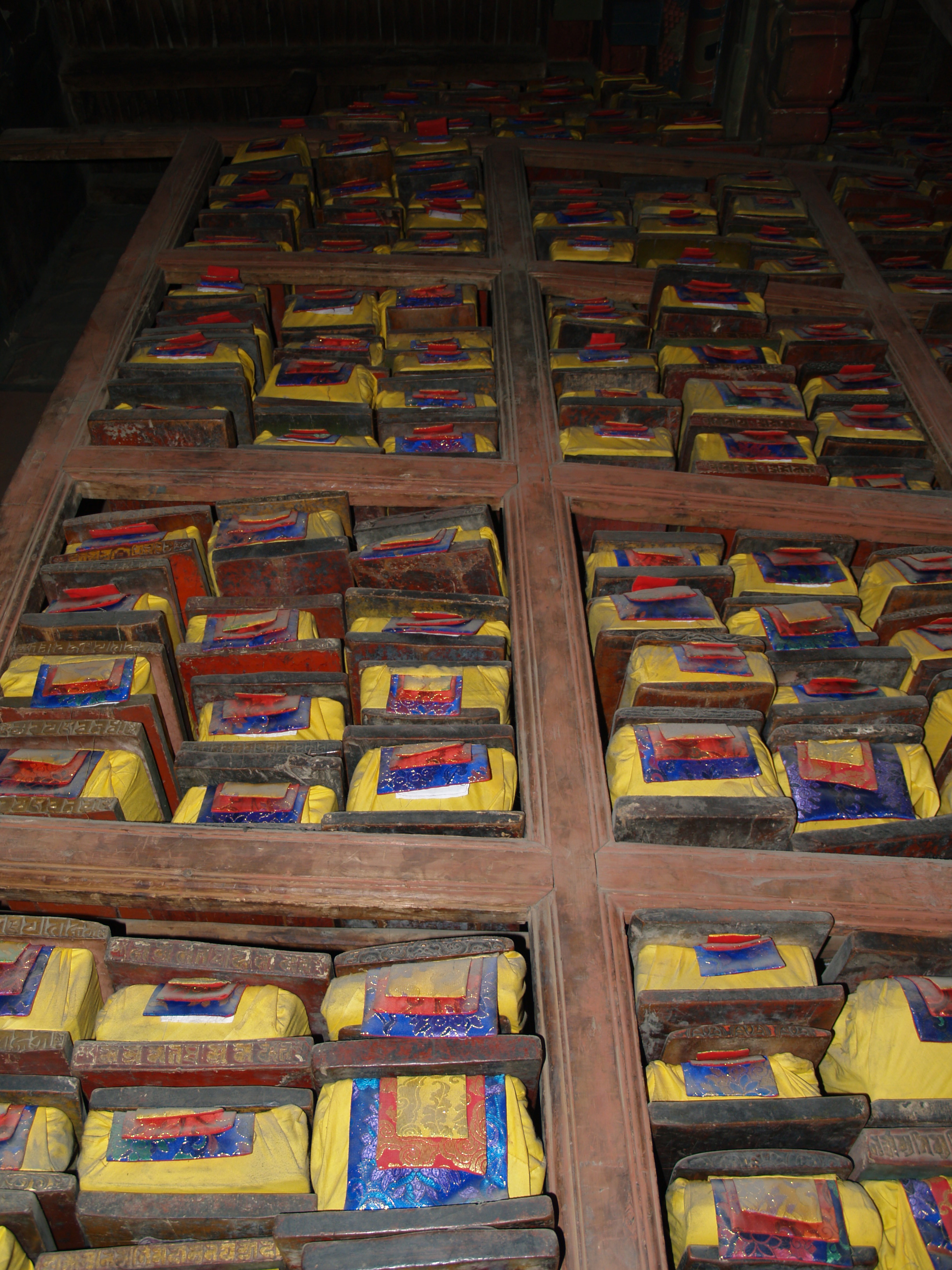
buddhista szövegek a Pelkhorban